# Кадниха (посёлок)
Кадниха — посёлок в Тогучинском районе Новосибирской области. Входит в состав Вассинского сельсовета.

## География
Площадь посёлка — 42 гектара.

## Население
| 2002 | 2007 | 2010 |
| ---- | ---- | ---- |
| 168  | ↘156 | ↘123 |

## Инфраструктура
В посёлке по данным на 2007 год функционируют 1 учреждение здравоохранения и 1 учреждение образования.

## Известные уроженцы
- Чеховский, Павел Андреевич (1911—1982) — Герой Социалистического Труда.